# 布甲乡
布甲乡，是中华人民共和国江西省九江市修水县下辖的一个乡镇级行政单位。

## 行政区划
布甲乡下辖以下地区：
布甲口村、画湾村、布甲村、洪石村、太阳村、横山村和洞上村。